# Vidanta Elegant
Die Vidanta Elegant ist ein 1990 gebautes Kreuzfahrtschiff der zur Grupo Vidanta gehörenden mexikanischen Reederei Vidanta Cruises.

## Geschichte
Das Schiff wurde von 1988 bis 1990 unter der Baunummer 185 auf der spanischen Werft Union Naval de Levante gebaut. Die Kiellegung fand am 4. Oktober 1988, der Stapellauf am 30. Oktober 1989 statt. Die Fertigstellung des Schiffes erfolgte am 25. Oktober 1990.
Das Schiff kam als Crown Monarch für Commodore Cruise Line in Fahrt. Es wurde in den Jahren bis 2008 mehrfach verkauft und verchartert und dabei unter verschiedenen Namen eingesetzt.
Im Dezember 2007 kam das Schiff unter dem Namen Jules Verne nach Bremerhaven, wo es bei der Bremerhavener Dockgesellschaft mbH (Bredo) umgebaut wurde. Danach wurde das Schiff vom Mai 2008 bis zum November 2008 vom Reiseveranstalter Phoenix Reisen aus Bonn unter dem Namen Alexander von Humboldt eingesetzt. Bereedert wurde das Schiff vom inzwischen zahlungsunfähigen Unternehmen C-Cruises aus Veenendaal, Niederlande. Am 30. November 2008 legte man das Schiff im Bremerhavener Fischereihafen auf, wo die Bredo-Werft die Rettungsboote zur Sicherung ausstehender Forderungen in Höhe von etwa 300.000 Euro vorübergehend sicherstellte. Ein Großteil der Forderungen wurde später von dem auf der Isle of Man ansässigen Unternehmen V.Ships beglichen und das Schiff im September 2009 vom Schlepper Englishman nach Großbritannien verholt, wo es im Rahmen einer Versteigerung im November von All Leisure Group übernommen wurde. All Leisure Group wollte 20 Mio. US$ in das Schiff investieren. Von Anfang Dezember 2012 an fuhr das Schiff als Voyager für den britischen Reiseveranstalter Voyages of Discovery. Im Januar 2017 meldete die All Leisure Group, Mutterkonzern von Voyages of Discovery, Insolvenz an, und das Schiff wurde außer Dienst gestellt.
2017 wurde das Schiff an die Grupo Vidanta verkauft, welcher das Schiff unter der Marke Vidanta Cruises betreibt. Von April 2017 an wurde das Schiff bei der Sembawang-Werft und von Oktober 2017 an bei Navantia in Cádiz umgebaut. Das Schiff kam als Vidanta Alegria vorübergehend wieder in Fahrt, bevor es 2018 umfangreich umgebaut wurde. Seit Juni 2018 trägt das Schiff den Namen Vidanta Elegant und Ende Oktober 2019 übernahm Cruise Management International aus Miami den Betrieb des Schiffs.
Seit dem Umbau 2018 bietet das Schiff Platz für 298 Passagiere. Für die Passagiere stehen sieben Decks zur Verfügung.
Im September 2024 gab Vidanta bekannt, dass das Schiff nach einer längeren Pause ab Februar 2025 mit Reisen in der Karibik und dem Mittelmeer seinen Dienst wieder aufnehmen soll.

## Bilder

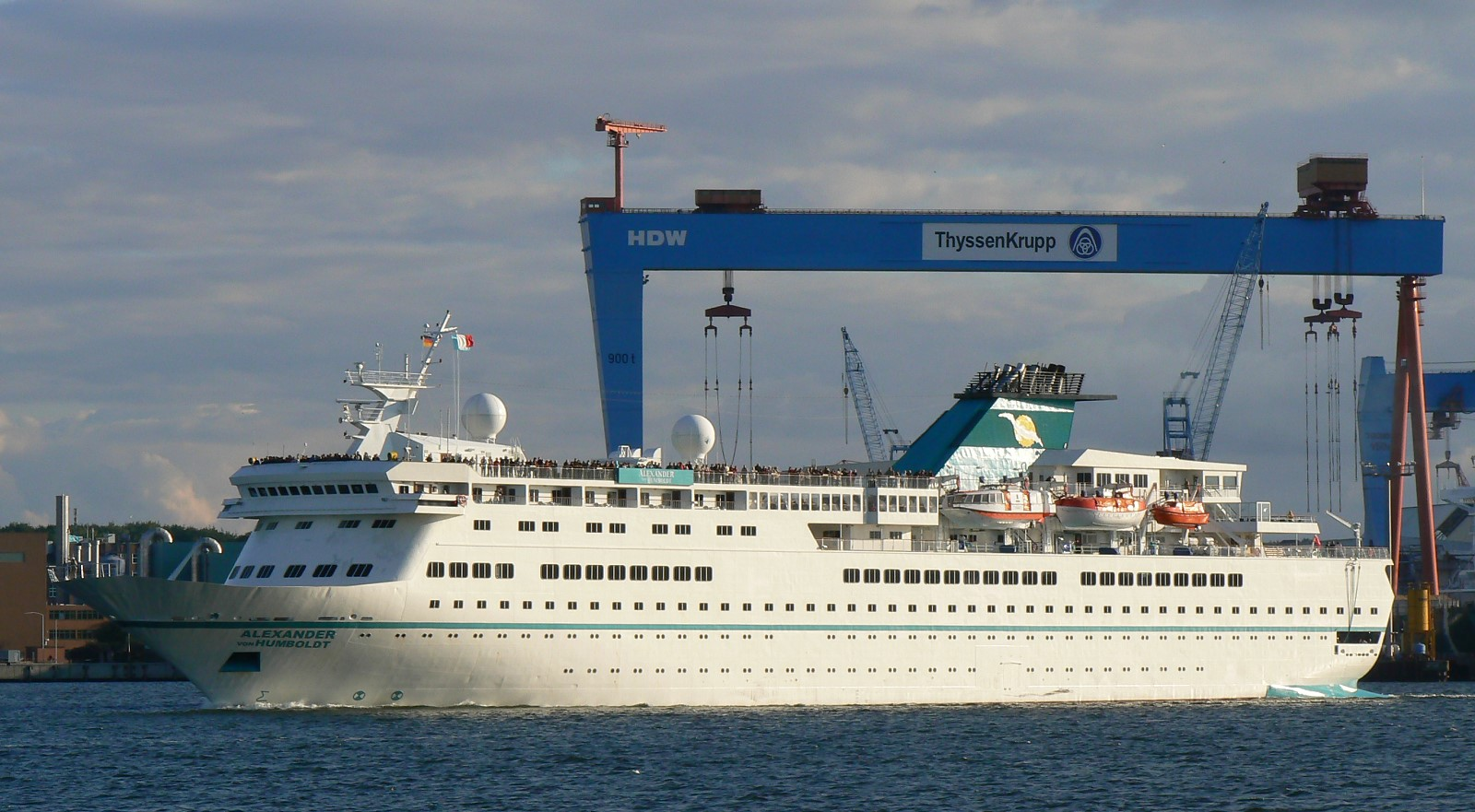
Alexander von Humboldt im Kieler Hafen (September 2008)
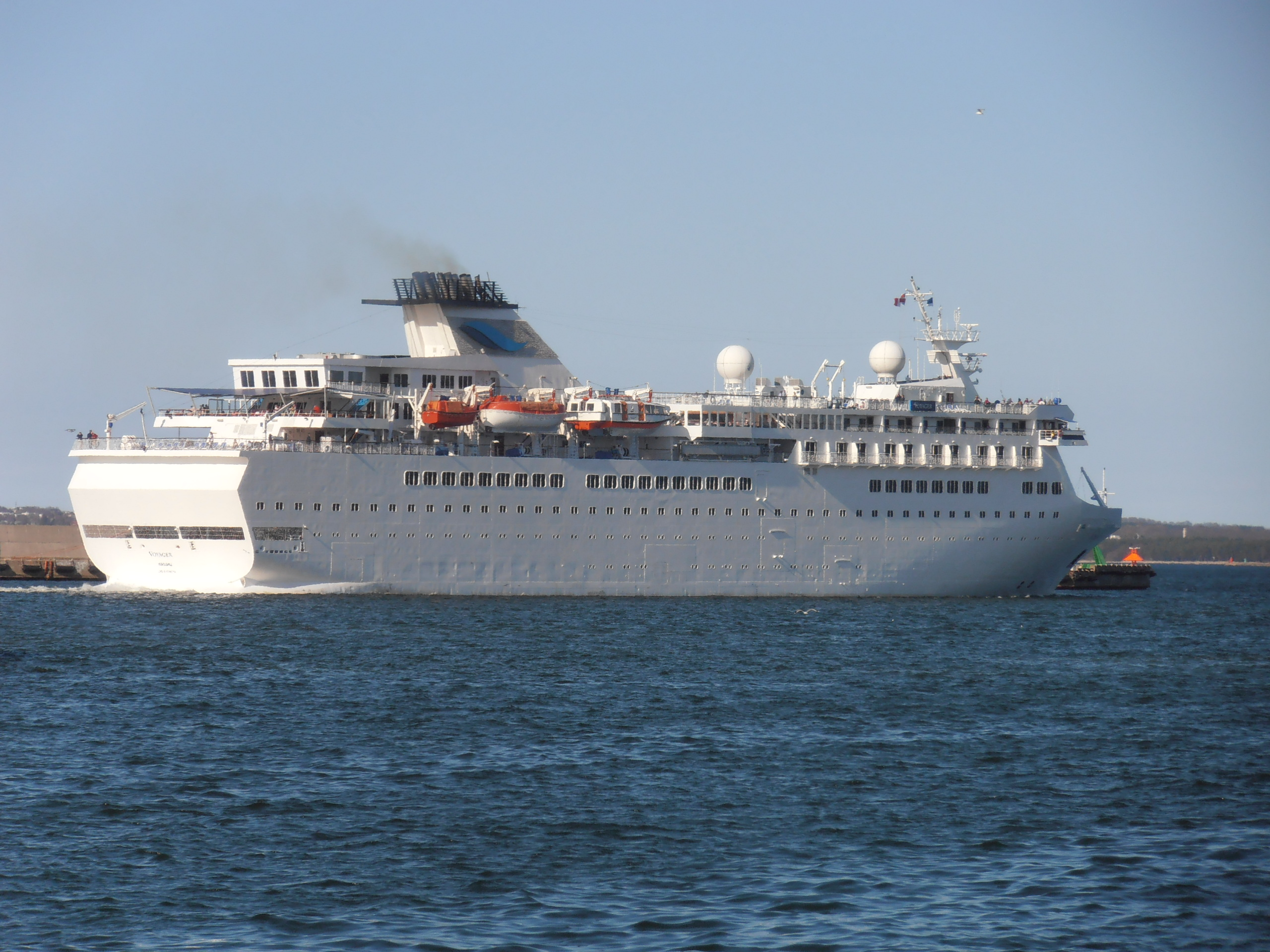
Kreuzfahrtschiff Voyager verlässt Tallinn am 8. Mai 2013